# Manius Acilius Aureolus
Manius Acilius Aureolus (Dacia, tussen 220 en 230 – Mediolanum (Milaan) 268) was een Romeins militaire commandant en usurpator. Hij was een van de zogenaamde Dertig Tirannen, die tijdens de heerschappij van keizer Gallienus. Van nederige Thraco-Romeinse afkomst dankte hij zijn carrière aan keizer Gallienus. Hij bewees zich als een van de meest briljante en innovatieve militairen van zijn tijd. In 268 keerde hij zich als militair commandant van Mediolanum echter tegen zijn weldoener. Hij werd vervolgens aangevallen door de troepen van Gallienus. Tijdens dit beleg werd de keizer vermoord als gevolg van een samenzwering georkestreerd door zijn hoge officieren. Aureolus trof hetzelfde lot. De antieke bronnen die naar Aureolus verwijzen zijn beperkt en de informatie die zij verschaffen is vaak tegenstrijdig. Zij omvatten de Historia Augusta, Zonaras' epitoom en Zosimus' Historia Nova. Zijn carrière werd het meest recent samengevat in de biografie van John Bray over keizer Gallienus.

## Voetnoten
1. ↑  (en)  ed. Magie, D. (1953-4). Scriptores Historiae Augustae (Historia Augusta), 3 vols.. Heinemann, London.
2. ↑  (en)  ed. L. Dindorf (1870). Zonaras, 'Epitome Historiarum'. Teubner, Leipzig.
3. ↑  (en)  ed. Mendelssohn, Trans. J. Buchanan and H.T. Davis (1967). Zozimus, 'Historia Nova'. Trinity University Press, San Antonio, Texas.
4. ↑  (en)  Bray, John (1997). Gallienus: A study in reformist and sexual politics. Wakefield Press, Adelaide.